# Бекуит, Ателстан Лоуренс Джонсон
Ателстан (Атель) Лоуренс Джонсон Бе́куит (англ. Athelstan Laurence Johnson Beckwith; 20 февраля 1930 — 15 мая 2010) — австралийский химик-органик, наиболее известен исследованиями свободных радикалов. Описал не только химические свойства свободных радикалов, но также методы их получения и применения. Его работы охватывали ряд областей, начиная от теоретических расчётов до синтеза сложных молекул. Исследовал молекулярные перегруппировки и радикальные циклизации, а также изучал механизмы этих реакций с помощью кинетических методов и ЭПР-спектроскопии.

## Биография

### Ранние годы
Ателстан Лоуренс Джонсон Бекуит родился 20 февраля 1930 года в городе Перт, Западная Австралия, в семье Лоуренса Альфреда Бекуит и Дорис Бекуит. Первые несколько школьных лет Атель провёл в Лидервийской Начальной Школе, но в 1942 году в связи с военными действиями Атель с матерью, двумя братьями и бабушкой были эвакуированы в город Пурунгурут, что примерно в 400 километрах к югу от Перта. Здесь он посещал школу им. Баркера. В 1943 году Атель поступает в Современную Школу Перта. В этом же году молодой Бекуит столкнулся с болезнью, которая не дала возможности ходить в школу несколько лет. Первоначальный диагноз утверждал, что мальчик болен полиомиелитом, но затем утвердили правильный диагноз — остеомиелит. В 1945 году он снова вернулся в школу, а в 1947 окончил школу с отличием и поступил в Университет Западной Австралии.

## Научная деятельность

### Работа в Университете Западной Австралии
В 1951 году Атель начал работать с Д. Е. Уайтом, участвовал в изучении тритерпенов, полученных из австралийских природных растений. В 1952 году он защитил степень бакалавра. Вместо того, чтобы поступить в аспирантуру, Атель занял должность научного ассистента на химическом факультете в университете. В его обязанности входило чтение некоторых лекций и практические занятия, но он обязательно оставлял время для собственной экспериментальной работы. Его исследования были сосредоточены на реакциях солей диазония, использующихся в производстве красителей. Но его попытки выяснения механизмов реакции посредством изучения их кинетики были безуспешны из-за необъяснимой изменчивости наблюдаемых скоростей реакций. Позже он вернулся к этой теме и опубликовал работу по циклизации солей диазония. В 1953 году Бекуит переехал в Аделаиду и был назначен младшим преподавателем химического факультета Университета Аделаиды.

### Исследования в Оксфорде
Год спустя Атель получил стипендию от Содружества Научных и Индустриальных Исследовательских Организаций и ему предложили работать в области химии свободных радикалов в Оксфордском университете с В. А. Уотерсом. В ноябре 1954 года Бекуит вместе с женой и маленькой дочерью прибыл в Лондон и сразу приступил к работе. В конце 1956 года Бекуит защитил докторскую диссертацию на тему «Свободно-радикальные реакции высокоароматичных углеводородов». Спустя пару месяцев он с семьёй вернулся в Австралию.

### Возвращение в Австралию. Работа в Университете Аделаиды
По возвращении в Австралию Бекуит присоединился к исследовательской группе Г. Г. Хата в лаборатории Фишермана в Мельбурне. Ателю была поставлена задача функционализации основного компонента шерстяного воска, ланостерола, с целью превращения его в возможные полезные химические вещества. Проанализировав заранее литературу, Бекуит узнал, что похожий, но более изученный стерин, холестерин, окисляется при хранении, и новая гидроксильная группа, которая появляется в молекуле, деактивирует единственное химически активное место в молекуле — 3`-гидроксил и С5-С6 двойную связь. Попытки Бекуита окислить холестерин в растворе не позволили получить диол, 25-гидроксихолестерин. Но твёрдое кристаллическое вещество, полученное путём суспендирования из воды окислилось. Это явление Бекуит описал тем, что в твёрдом кристаллическом состоянии боковые цепи холестерина находятся на поверхности и могут окисляться, что потом было подтверждено рентгеновской кристаллографией. Он также отметил, что преобразование легко доступного холестерина в стероидные гормоны протекает посредством деградации крайних цепей молекулы, в которой функциональные группы защищены от окисления.
Бекуит также участвовал в делах Австралийского Королевского Химического Института. Коллега Бекуита, профессор Джеффри Бэдджер, интересовался способностью полициклических углеводородов вызывать раковые образования у животных, и это сподвигло Ателя размышлять о возможных химических путях, через которые мог бы быть активирован этот канцерогенез. Думая о свободных радикалах, он исследовал реакции, основанные на взаимодействии серных радикалов с ароматическими субстратами. Но гипотезы о канцерогенезе не подтвердились и он оставил эту тему.
Ранее Атель желал работать с Дереком Бартоном в Имперском колледже в Лондоне. Он не забыл об этом — в 1962 году Бекуит воспользовался грантом, который предоставлялся от Британского Совета в соответствии с Университетской Схемой Обмена и взял отпуск для поездки в Лондон на год.
В феврале 1965 года, в возрасте 35 лет, Бекуита назначили профессором и заведующим кафедрой органической химии в Аделаиде. Благодаря хорошим условиям в Университете Аделаиды, Бекуит был в состоянии взять творческий отпуск в 1968 году, чтобы поработать со своим старым другом из Оксфорда — Диком Норманном, который в это время уже был профессором в Университете Йорка в Великобритании. Работая вместе, Бекуит и Норманн нашли новые способы получения алкил- и арилрадикалов, с помощью ЭПР-спектроскопии.
Реакция образования пиримидиндионов путём окисления их тетраацетатом свинца привлекла внимание «Maumee Chemical Company», американского производителя гетероциклических соединений. Они предлагали выкупить права на патент, Бекуит согласился.

### «Правила Бекуита»
Бекуит был признанным экспертом в области перегруппировок. В конце 1960-х принцип сохранения орбитальной симметрии начал всё больше и больше интересовать химиков-органиков. Хотя этот принцип не совсем относился к анализу механизмов реакций, Бекуит дал несколько интересных идей по поводу стерео-электронного контроля в механизмах реакций. В 1980 и 1981 гг Бекуит опубликовал рекомендации по этим аспектам радикальных реакций. Их часто называют «Правила Бекуита»:
1. Внутримолекулярное присоединение в условиях кинетического контроля в низших алкенил- и аклинил-радикалах и схожих частиц происходит преимущественно в экзо-положение.
2. Заместители у двойной связи препятствуют гомолитическому присоединению в замещённые позиции.
3. Гомолитический разрыв более благоприятен когда связь находится недалеко от плоскости соседней полу-заполненной орбитали или смежной заполненной несвязывающей π орбитали.
4. 1-5 циклоприсоединение замещенных гекс-5-енилов и схожих радикалов является стереоселективным: 1 или 3-замещённые системы в основном образуют цис -продукты, а то время как 2 или 4-замещённые системы дают в основном транс-продукты.

### Работа в Австралийском национальном университете
В 1981 году Атель Бекуит был назначен на должность профессора в Австралийском национальном университете. В данный период он был необычайно продуктивным в научной деятельности (84 научных публикаций за десятилетие 1983—1992, 15 из них в 1986 году). В его работах были изложены не только химические свойства свободных радикалов, но также методы их получения и применения, разработанные до такой степени, что до сих пор являются основными для химиков-органиков. Во время пребывания в Канберре Атель стал глубоко вовлечён в работу Академии Наук, также он был членом экспертной группы, назначенной для рассмотрения вопросов о финансировании исследований в области органической химии в Австралии.

## Семья и личная жизнь
Атель Бекуит женился в январе 1953 года на Филлис Кей Маршал. В октябре 1953 года у них родилась дочь Екатерина-Луиза, в сентябре 1957 года на свет появился второй ребенок Пол. В 1964 году родилась Клэр, она стала третьим ребёнком в семье. Жена Ателя, Кей активно участвовала в деятельности по защите окружающей среды, и они оба были вовлечены в продвижение социальной справедливости для местных австралийский аборигенов.

## Увлечения, хобби
Атель обучался фортепьяно с шести лет, и уже в подростковые годы сочинил первую композицию. Затем он начал играть джаз, параллельно обучаясь игре на кларнете. В Аделаиде Атель и Кей были членами Южного джаз-клуба, где иногда Бекуит играл со своей группой.

## Должности и награды
Огромный вклад Бекуита подтверждается многочисленными должностями, наградами и титулами.

### Научные должности и членства
- Учёный-исследователь в организации «Содружество научных и индустриальных исследовательских организаций» (1957)
- Профессор и заведующий кафедрой органической химии Университета Аделаиды (1965—1980)
- Член Австралийской академии наук (1974)
- Профессор Австралийского национального университета (1981—1995)
- Президент Австралийского Королевского химического института (1984—1985)
- Член Лондонского королевского общества (1988)[8]

### Награды
- 1959 — Мемориальная медаль Ренни[англ.][9]
- 1980 — Медаль Смита
- 1991 — Премия столетия (Прочитал лекцию и получил медаль в 1993 году когда был в Великобритании)
- 1992 — Медаль А. Д. Бёрча (Награда Отдела органической химии Австралийского Королевского Химического Института)[10]
- 1997 — Медаль Лейтона
- 2001 — Медаль в честь Столетия Австралийской Федерации
- 2004 — офицер ордена Австралии

## Конец жизни и смерть
Атель Бекуит погиб в автокатастрофе 15 мая 2010 года. С ним находилась его жена Кей, которая была тяжело ранена в аварии, но восстановилась после госпитализации. На похоронах его дочь Клэр читала любимую книгу отца «Властелин Колец» Толкиена, музыкальное сопровождение также было выбрано по вкусу Ателя — играли трио кларнет Моцарта, «Голубая рапсодия» и «Summertime» Дж. Гершвина.